# تپه قره‌سو ۱
تپه قره سو ۱ مربوط به دوره اشکانیان - دوره ساسانیان - سده‌های اولیه دوران‌های تاریخی پس از اسلام است و در شهرستان میانه، بخش مرکزی، دهستان اوچ تپه شرقی، ۳ کیلومتری غرب روستای ابک واقع شده و این اثر در تاریخ ۲۷ آبان ۱۳۸۶ با شمارهٔ ثبت ۲۰۲۰۷ به‌عنوان یکی از آثار ملی ایران به ثبت رسیده است.